# Nawaka
NaWaKa is een acroniem voor Nationaal Waterkamp. Het is een vierjaarlijks zomerkamp voor de Waterscouts van Scouting Nederland. Tegenwoordig wordt het geschreven als Nawaka, waarmee het een gewone naam is.

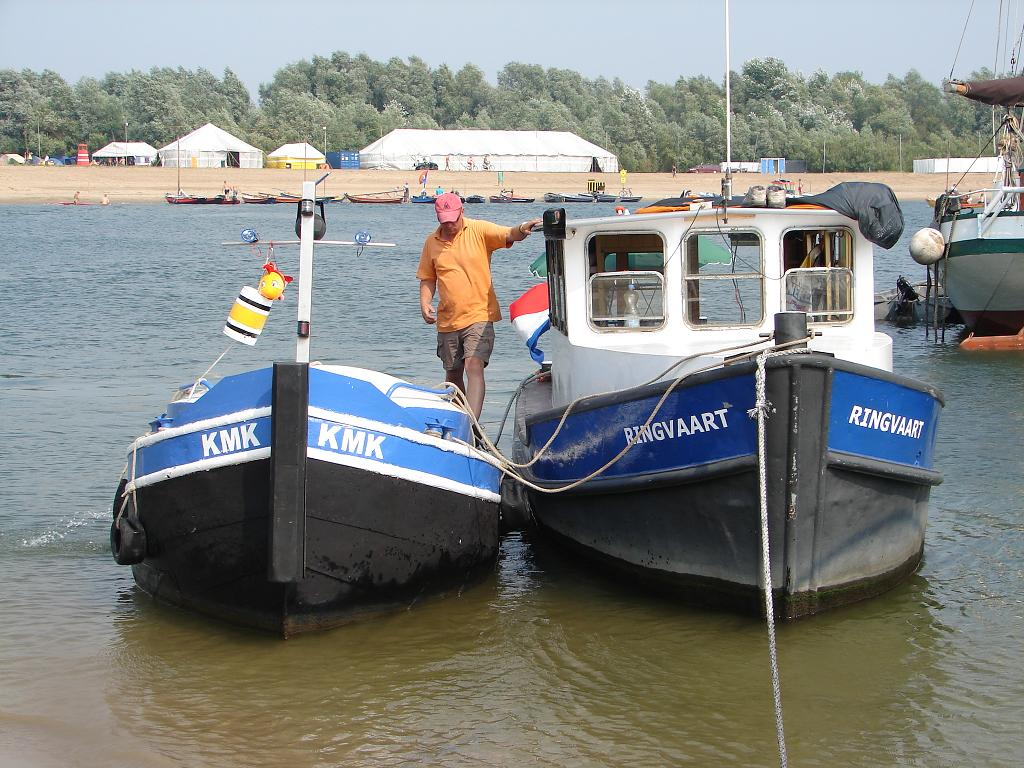
Twee slepers van een scoutinggroep tijdens Nawaka.

Gedurende een week wordt een locatie omgetoverd tot een groot zomerkamp voor zo'n 6000 deelnemers. Ook enkele honderden buitenlandse groepen nemen deel.
Een Nawakaterrein is altijd onderverdeeld in ongeveer tien subkampen met een bepaalde naam in het thema, bijvoorbeeld Mississippi, Bakboord, Spanje, Wervelwind of Kraken. Elk subkamp heeft zijn eigen staf, die de verantwoordelijkheid heeft over dat subkamp.
Sinds begin deze eeuw wordt er naast de geijkte scoutingactiviteiten ook aandacht aan moderne techniek besteed, zoals een internetcafé en een radiostation (Radio Nawaka). 
Een aantal keren werd er een speciaal Nawakalied geschreven en uitgegeven, dat ook door Radio Nawaka op het kampterrein uitgezonden wordt. In 2002 was dit "Ik zeg Nawaka!" (gezongen door Jody Bernal) en in 2006 was dit "Hey, Nawaka!", beide geschreven door Kees Wesselius.
In 2018 is het Nawaka voor het eerst op het Scoutinglandgoed Zeewolde georganiseerd.

## JubJam100
In 2010 vond het 100-jarig jubileum van de scoutingbeweging in Nederland plaats. Nawaka werd toen vervangen voor JubJam100. 

## Edities
| jaar | plaats                  | naam                         | thema                         |
| ---- | ----------------------- | ---------------------------- | ----------------------------- |
| 1949 | Rotterdam (Kruiteiland) | Nationaal Zeeverkenners Kamp | oefenkamp voor 1950           |
| 1950 | Terhorne                | Nationaal Zeeverkenners Kamp |                               |
| 1954 | Nieuwkoop               | Nationaal Zeeverkenners Kamp |                               |
| 1961 | Nieuwkoop               | Nationaal Waterkamp          |                               |
| 1965 | Nieuwkoop               | Nationaal Waterkamp          |                               |
| 1970 | Vinkeveen               | NaWaKa                       |                               |
| 1976 | Vinkeveen               | NaWaKa                       |                               |
| 1980 | Vinkeveen               | NaWaKa                       | Buitengewoon, gewoon buiten   |
| 1985 | Vinkeveen               | NaWaKa                       | Scouting 75 jaar in Nederland |
| 1989 | Roermond                | NaWaKa                       | Verrassend Avontuurlijk       |
| 1992 | Roermond                | NaWaKa                       | Zeilend Europa in             |
| 1997 | Roermond                | NaWaKa                       | Water leeft                   |
| 2002 | Roermond                | Nawaka                       | Over de kim                   |
| 2006 | Giesbeek/Zevenaar       | Nawaka                       | Voortvarend/Atlantis          |
| 2010 | Roermond                | JubJam100                    | 100 Jaar Scouting             |
| 2014 | Roermond                | Nawaka                       | Waterproof                    |
| 2018 | Zeewolde                | Nawaka                       | Ondersteboven                 |
| 2022 | Zeewolde                | Nawaka                       | Wonderschoon                  |